# Oleksandr Abramenko
Oleksandr Volodymyrovytsj Abramenko (Oekraïens: Олександр Володимирович Абраменко) (Mykolajiv, 4 mei 1988) is een Oekraïense freestyleskiër. Hij vertegenwoordigde zijn vaderland op de Olympische Winterspelen 2006 in Turijn, op de Olympische Winterspelen 2010 in Vancouver, op de Olympische Winterspelen 2014 in Sotsji en op de Olympische Winterspelen 2018 in Pyeongchang.

## Carrière
Op de wereldkampioenschappen freestyleskiën 2005 in Ruka eindigde Abramenko als 25e op het onderdeel aerials. Bij zijn wereldbekerdebuut, in januari 2006 in Mont Gabriel, scoorde hij direct zijn eerste wereldbekerpunten. Tijdens de Olympische Winterspelen van 2006 in Turijn eindigde de Oekraïner als 27e op het onderdeel aerials.
In Madonna di Campiglio nam Abramenko deel aan de wereldkampioenschappen freestyleskiën 2007. Op dit toernooi eindigde hij als veertiende op het onderdeel aerials. In januari 2008 behaalde hij in Lake Placid zijn eerste toptienklassering in een wereldbekerwedstrijd. Op de wereldkampioenschappen freestyleskiën 2009 in Inawashiro eindigde de Oekraïner als vijfde op het onderdeel aerials. Tijdens de Olympische Winterspelen van 2010 in Vancouver eindigde Abramenko als 24e op het onderdeel aerials.
In Deer Valley nam Abramenko deel aan de wereldkampioenschappen freestyleskiën 2011. Op dit toernooi eindigde hij als zevende op het onderdeel aerials. In februari 2012 stond hij in Minsk voor de eerste maal in zijn carrière op het podium van een wereldbekerwedstrijd. Op de wereldkampioenschappen freestyleskiën 2013 in Voss eindigde de Oekraïner als zesde op het onderdeel aerials. Tijdens de Olympische Winterspelen van 2014 eindigde Abramenko als zesde op het onderdeel aerials.
In Kreischberg nam Abramenko deel aan de wereldkampioenschappen freestyleskiën 2015. Op dit toernooi eindigde hij als zevende op het onderdeel aerials. Op 1 maart 2015 boekte hij in Minsk zijn eerste wereldbekerzege. In het seizoen 2015/2016 won de Oekraïner de wereldbeker aerials. Tijdens de Olympische Winterspelen van 2018 in Pyeongchang veroverde Abramenko de gouden medaille op het onderdeel aerials.
Op de wereldkampioenschappen freestyleskiën 2019 in Park City sleepte hij de zilveren medaille in de wacht op het onderdeel aerials.

## Resultaten

### Olympische Spelen
| Jaar | Plaats      | Resultaten  |
| ---- | ----------- | ----------- |
| 2006 | Turijn      | 27e Aerials |
| 2010 | Vancouver   | 24e Aerials |
| 2014 | Sotsji      | 6e Aerials  |
| 2018 | Pyeongchang | Aerials     |

### Wereldkampioenschappen
| Jaar | Plaats               | Resultaten  |
| ---- | -------------------- | ----------- |
| 2005 | Ruka                 | 25e Aerials |
| 2007 | Madonna di Campiglio | 14e Aerials |
| 2009 | Inawashiro           | 5e Aerials  |
| 2011 | Deer Valley          | 7e Aerials  |
| 2013 | Voss                 | 6e Aerials  |
| 2015 | Kreischberg          | 10e Aerials |
| 2019 | Park City            | Aerials     |

### Wereldbeker
Eindklasseringen
| Seizoen   | Algm | AE   |
| --------- | ---- | ---- |
| 2005/2006 | 177e | 48e  |
| 2006/2007 | 74e  | 25e  |
| 2007/2008 | 48e  | 15e  |
| 2008/2009 | 28e  | 9e   |
| 2009/2010 | 84e  | 30e  |
| 2010/2011 | 20e  | 8e   |
| 2011/2012 | 20e  | 7e   |
| 2012/2013 | 38e  | 11e  |
| 2013/2014 | 41e  | 12e  |
| 2014/2015 | 21e  | 6e   |
| 2015/2016 | 5e   | Goud |
| 2017/2018 | 31e  | 6e   |
| 2018/2019 | 85e  | 16e  |

Wereldbekerzeges
| Datum        | Plaats | Onderdeel |
| ------------ | ------ | --------- |
| 1 maart 2015 | Minsk  | Aerials   |